# Cecidochares fluminensis
Cecidochares fluminensis är en tvåvingeart som först beskrevs av Lima 1934.  Cecidochares fluminensis ingår i släktet Cecidochares och familjen borrflugor. Inga underarter finns listade.